# 永乐街道 (古蔺县)
永乐镇，是中华人民共和国四川省泸州市古蔺县下辖的一个乡镇级行政单位。2020年6月9日，撤镇设街道。

## 行政区划
永乐镇下辖以下地区：
永乐街社区、麻柳滩村、茶叶村、简阳村、永乐村、永吉村、两河口村、和平村、杨柳村、德福村、西华村、水落村、永兴村和山落村。